# Bachata rosa
Bachata Rosa es el título del quinto álbum de estudio grabado por el cantautor y músico dominicano Juan Luis Guerra y su grupo 4.40. Fue lanzado al mercado por la empresa discográfica Karen Records el 11 de diciembre de 1990. Considerado el álbum más exitoso de su carrera en términos de ventas y aceptación del público. Además fue el ganador del Premio Grammy al el Mejor Álbum Latino Tropical Tradicional en la 34°. edición anual de los Premios Grammy celebrada el martes 25 de febrero de 1992. Es el primer álbum de la agrupación que fue publicado en formato CD, en el cual Juan Luis Guerra da a conocer el ritmo dominicano de bachata y de ahí su nombre. La popularidad de este álbum llegó hasta el punto de que fue realizada una versión especial para el mercado de Brasil, bajo el título de "Romance rosa", mediante convenio de Karen Records con la filial brasileña de la empresa discográfica transnacional PolyGram Latino, hoy llamada Universal Music Latino
Se lanzaron ocho sencillos del disco, cuatro de los cuales se convirtieron en éxitos entre los diez primeros en la lista Billboard Hot Latin Songs . El álbum debutó en el número uno en Billboard Tropical Albums. Siguió siendo el álbum más vendido en la lista durante 24 semanas y fue certificado platino (campo latino) en los Estados Unidos por la Recording Industry Association of America (RIAA). En España, el álbum estuvo ocho semanas en la posición número uno de la lista. En los Países Bajos, el disco alcanzó el puesto número dos en el Mega Album Top 100 y fue certificado oro. Bachata Rosa fue elogiada por la crítica, quienes elogiaron la composición de Guerra y la producción del disco, citándolo como uno de sus trabajos más importantes.
Escrito y producido por Guerra, el disco vendió más de cinco millones de copias en todo el mundo hasta 1994. El éxito comercial del álbum ayudó a presentar la música Bachata y Merengue al público general de Europa y América del Sur. Para promocionar el álbum, Guerra se embarcó en la Gira Mundial Bachata Rosa (1991–92), rompiendo récords de asistencia. Estos archiveros comerciales y críticos fueron destacados por los principales medios estadounidenses como The New York Times, Rolling Stone, The Village Voice y The Wall Street Journal, convirtiéndose en el primer artista tropical en recibir este nivel de reconocimiento. Bachata Rosa encabezó las listas de éxitos en México, España, Chile, Argentina, Portugal, Holanda y Bélgica.

## Antecedentes
En ese momento, la bachata se definía como música de las zonas rurales de República Dominicana con letras consideradas demasiado crudas y vulgares para el gusto del público. Se caracterizaba por una guitarra acústica acompañada de bongós y maracas.  Después de lanzar el álbum Ojalá Que Llueva Café, Juan Luis Guerra comenzó a experimentar con el género interpretando bachata junto a la artista dominicana Sonia Silvestre en su álbum Quiero Andar. El resultado fue una de las primeras demostraciones de "Como Abeja al Panal" ("Como una abeja en la colmena"). Silvestre dijo que Guerra quedó consternado cuando supo que el disco de Silvestre Quiero Andar estaba en bachata; No se comprometió plenamente con el género hasta que se lanzó "Como abeja al panal" como sencillo y fue un éxito en los Estados Unidos.  La canción fue lanzada por primera vez para un comercial de Barceló TV. 
Luego de que "Como Abeja al Panal" fuera lanzado como sencillo y alcanzara el éxito, Guerra continuó trabajando en la música bachata, que sirvió como elemento clave en Bachata Rosa. Silvestre explicó el nombre del título diciendo que "las bachatas [de Guerra] eran rosa [rosy] mientras que la mía era roja".  La bachata de Guerra se centró en el lenguaje de la clase baja y utilizó sintetizadores para su producción, mientras que la bachata de Silvestre se basó en un acordeón sintetizado para su música.  La grabación tuvo lugar en el estudio 4-40 de la ciudad de Nueva York, el estudio personal de Guerra. El álbum fue lanzado por Karen Records.

## Recepción comercial
Bachata Rosa es un álbum que transformó el mundo de la música bachata y fue fundamental para atraer la atención de oyentes de todo el mundo.  En Estados Unidos, Bachata Rosa debutó en el número uno de Billboard Tropical Albums en la semana del 12 de enero de 1991. Permaneció allí durante 24 semanas no consecutivas y fue el álbum Tropical más vendido del año en Estados Unidos.  Alcanzó el puesto 19 en Billboard Top Latin Albums durante la semana del 24 de julio de 1993.  En 2004, el álbum fue certificado platino (campo latino) por la RIAA por envíos de 100.000 copias.  Durante 1991, el álbum vendió más de 400.000 copias en los Estados Unidos.  Debido al éxito del álbum, Juan Luis Guerra fue nombrado Mejor Artista Tropical/Salsa de 1991. 
Además, Bachata Rosa fue un éxito alcanzando los primeros lugares en muchos países de América Latina vendiendo más de 200.000 copias en Chile. En Argentina vendió 100.000 copias y Guerra fue nombrado uno de los 10 artistas más vendidos de 1991 en el país. Además, Bachata Rosa fue el álbum más vendido de 1991 en Argentina y finalmente vendió 500.000 copias. En México, fue un gran éxito comercial alcanzando el puesto número uno en las listas y vendiendo más de un millón de copias. 
La Bachata Rosa también tuvo mucha repercusión en Europa. En España, el disco alcanzó el número uno de la lista Productores de Música de España, donde permaneció ocho semanas.  vendiendo 530.000 copias en su primer año de lanzamiento.  Finalmente vendió más de 1 millón de copias en España.  El éxito masivo del álbum provocó un aumento en las ventas de sus álbumes anteriores, ocupando el primer y segundo lugar en las listas de álbumes en español simultáneamente durante varias semanas con Ojala que Llueva Café en 1991, convirtiéndose en la primera banda en hacerlo. En Portugal, Bachata Rosa fue el quinto álbum más vendido de 1991. Además, el álbum alcanzó el top 10 en la lista de álbumes de Bélgica. 
En Holanda, Juan Luis Guerra encabezó las listas durante tres semanas, vendiendo más de 80.000 copias.  El álbum también tuvo un buen desempeño en los Países Bajos, donde alcanzó el puesto número dos en la lista Mega Album Top 100 y fue certificado oro por el NVPI.  Una versión portuguesa, titulada Romance Rosa, fue lanzada en 1992. También contenía canciones de sus álbumes anteriores interpretadas en portugués. Fue certificado oro en Brasil por la Associação Brasileira dos Produtores de Discos por ventas de 100.000 copias y alcanzó el puesto número dos en las listas minoristas de CD más vendidos. 
En 1994, el álbum había vendido más de cinco millones de copias en todo el mundo. 

## Legado
Antes del lanzamiento de Bachata Rosa, la bachata era generalmente considerada música de clase baja en la República Dominicana y no recibía atención de los medios.  Después de que Guerra lanzó el álbum, la bachata fue aceptada socialmente por las clases media y alta.  El género se volvió popular en la República Dominicana,  y el éxito del álbum le dio al género exposición internacional.  En 2015, Billboard incluyó a Bachata Rosa como uno de los álbumes latinos esenciales de los últimos 50 años y afirmó que "Guerra creó una experiencia edificante y con temas de amor de principio a fin y extendió los límites de la bachata tocando con merengue, salsa y música afro".   Antes del éxito comercial de Guerra, el único ritmo caribeño conocido en Europa era el reggae. Bachata Rosa junto con Ojala que Llueva Café (1989) son ampliamente reconocidos por introducir la música merengue y bachata a la corriente principal en Europa y América del Sur. 
Después de la Bachata Rosa de Juan Luís Guerra, muchos otros artistas han sido reconocidos como importantes para el crecimiento del género desde la década de 1990 hasta principios de siglo, incluidos Luis Vargas, Antony Santos, Raulín Rodríguez y Elvis Martínez.  El éxito de Bachata Rosa allanó el camino para que muchos otros bachateros establecidos viajaran a la ciudad de Nueva York y otras partes de los Estados Unidos para actuar para los dominicanos y también para la comunidad latina en general.  Según Music&Media, Guerra fue el primer artista latino en obtener un gran éxito en España y, tras el éxito del álbum, nombró al artista como el artista latino más importante de la década.  En 1995, el director del sello internacional BMG Ariola España, Antonio García Oñate, afirmó: "Juan Luis Guerra sin duda ha ayudado a abrir el mercado de la música latinoamericana".

## Lista de canciones
Aunque no se aclara en el folleto del álbum en sus ediciones originales, "A pedir su mano" es una versión en español realizada por Juan Luis Guerra del tema "Dédé Priscilla" del cantautor centroafricano Lea Lignanzi, compuesta y grabada por vez primera por él en 1982 para la empresa discográfica Discafrique Records. El orden presentado en la siguiente lista, corresponde a la edición en formato de disco compacto.

| Bachata rosa |                                    |                  |                  |          |  |
| N.º          | Título                             | Letras           | Escritor(es)     | Duración |  |
| 1.           | «Rosalía»                          |                  | Juan Luis Guerra | 3:28     |  |
| 2.           | «Como abeja al panal»              |                  | Juan Luis Guerra | 4:07     |  |
| 3.           | «Carta de amor»                    |                  | Juan Luis Guerra | 4:42     |  |
| 4.           | «Estrellitas y duendes»            |                  | Juan Luis Guerra | 4:30     |  |
| 5.           | «A pedir su mano (Dédé Priscilla)» | Juan Luis Guerra | Lea Lignanzi     | 4:56     |  |
| 6.           | «La Bilirrubina»                   |                  | Juan Luis Guerra | 4:06     |  |
| 7.           | «Burbujas de Amor»                 |                  | Juan Luis Guerra | 4:10     |  |
| 8.           | «Bachata rosa»                     |                  | Juan Luis Guerra | 4:20     |  |
| 9.           | «Reforéstame»                      |                  | Juan Luis Guerra | 4:08     |  |
| 10.          | «Acompáñeme civil»                 |                  | Juan Luis Guerra | 4:58     |  |
| 42:25        |                                    |                  |                  |          |  |

## Créditos

### Juan Luis Guerra y 4.40
- Juan Luis Guerra: voz solista, guitarras, arreglos vocales e instrumentales y producción.
- Marco Hernández: sintetizadores y coros.
- Adalgisa Pantaleón: voz femenina (en la pistas 2 y 9) y coros.
- Roger Zayas Bazán: voz solista (en la pista 10, no acreditado), coros y programador de la batería digital Yamaha RX8.

### Músicos de Juan Luis Guerra y 4.40
- Armando Beltre: trompeta solista con sordina (en las pistas 2 y 7).
- Isidro Bobadilla: Percusión.
- Elvis Cabrera: piano y sintetizadores.
- Osvaldo Cesa: bajo eléctrico.
- Juan De La Cruz: timbal, tambora y batá.
- Rafael Guzmán: güira.
- Roberto Olea: trombón.
- Daniel Peña: saxofón (en la pista 10).
- Chichí Peralta: congas.
- Janina Rosado: Piano

### Músicos invitados
- Fermín Cruz: trompeta.
- Robert Jean D'Or: bajo eléctrico y maracas (en la pista 2).
- Luis Del Rosario: saxofón.
- Guy Frómeta: batería.
- Henry García: güira (en la pista 2).
- Alberto Machuca: bongó y cencerro.
- Santiago Martínez: timbal.
- Pichi Pérez: maracas y güiro.
- Yanina Rosado: piano.
- Gonzalo Rubalcaba: piano.
- Héctor Santana: bajo eléctrico.
- Manuel Tejada: piano, sintetizadores y secuenciador.
- Gadwin Vargas: congas.

### Coro invitado
- Mariela Mercado,
- Sonia Silvestre,
- Víctor Víctor,
- Robert Jean D'Or
- Henry García.

### Personal técnico
- John Fausty: ingeniero de grabación y mezcla en 440 Studio (en Nueva York, Estados Unidos)
- Marco Feliz: ingeniero de grabación en Audio Proceso (en Santo Domingo).
- Sonny Hernández: ingeniero de grabación en Ochoa Recording (en San Juan de Puerto Rico).
- Carlos Molina: ingeniero de grabación en Midilab (en Santo Domingo).
- Salvador Morales: ingeniero de grabación en Estudios EMCA (en Santo Domingo).
- Miguel Hernández: asistente de grabación en Estudios EMCA (en Santo Domingo).
- Carlos Ordehi: asistente de grabación en Estudios EMCA (en Santo Domingo).
- Humberto Raposo: asistente de grabación en Estudios EMCA (en Santo Domingo).
- Félix Vélez Bolívar: asistente de grabación en Estudios EMCA (en Santo Domingo).
- July Ruiz: ingeniero de mezcla (pista 6)
- Sammy Velázquez: ingeniero de mezcla (pista 2)

### Otros créditos
- Jaime Enrique De Marchena: Fotografía del grupo.
- René Castillo: Fotografía de carta y rosa.
- Diego Montoya: Diseño de la carátula.
- Data Graphix: Gráficas de computadora.
- Eduard Saint Hilaré: Maquillaje.

## Apariciones de temas en los medios
El tema "A pedir su mano" fue parodiado en el programa de humor chileno El club de la comedia y fue renombrado como "Voy a pedir algo fiado" y también fue utilizado en la promoción de la televisora chilena Telenorte en 1991 con una mezcla de otros temas musicales.